# Карнобат

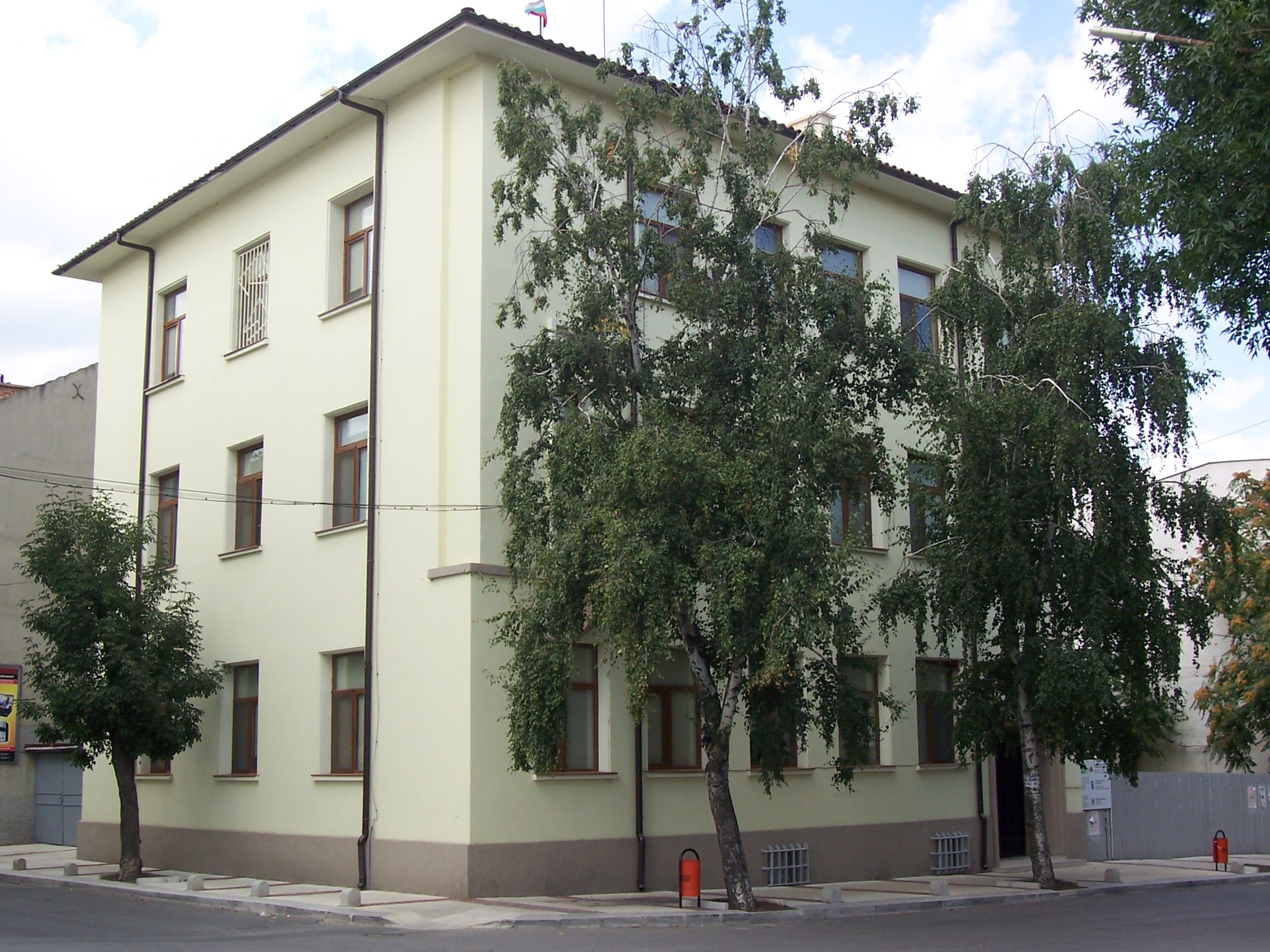
Будівля муніципалітету

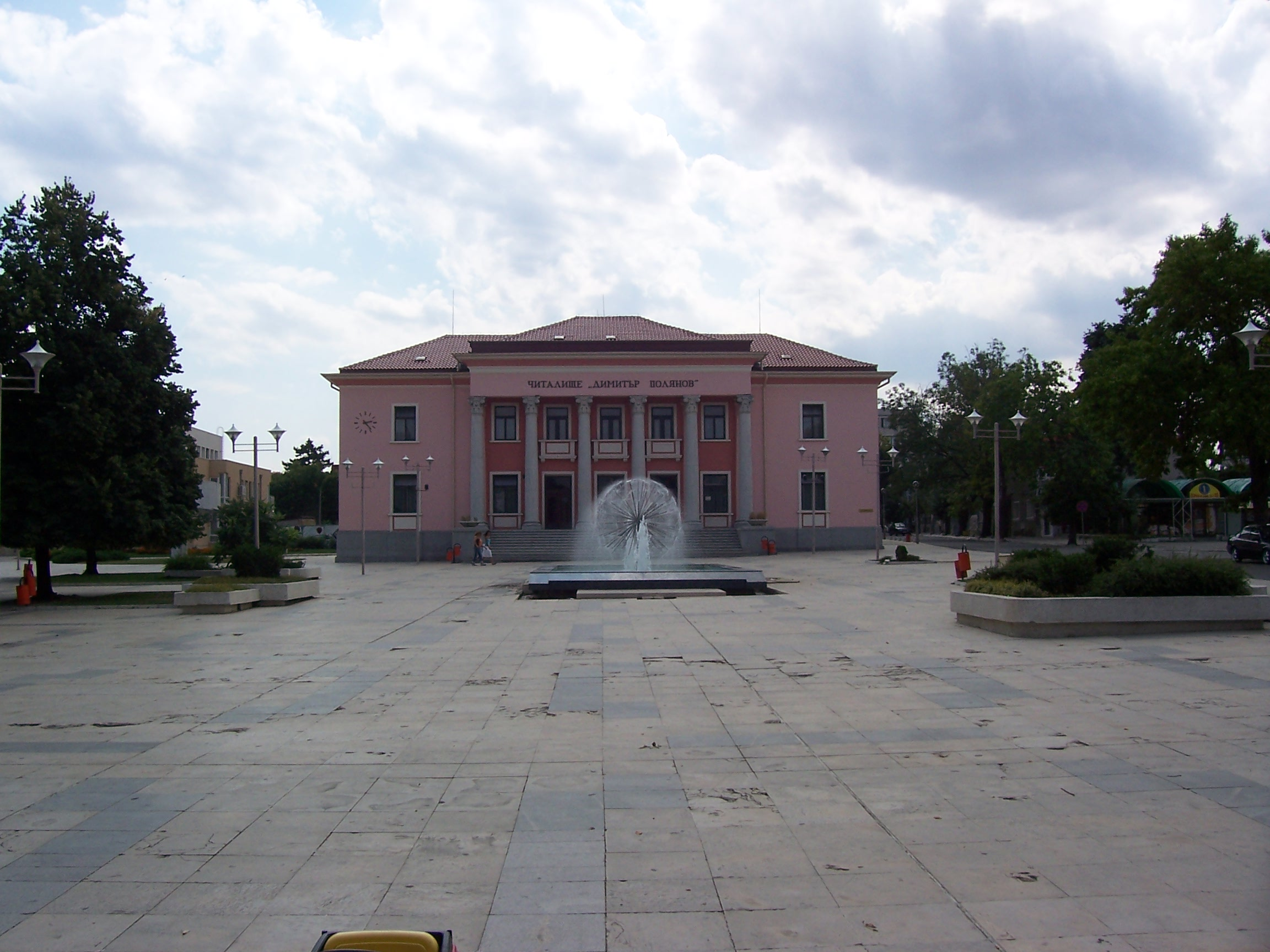
Площа «Третього березня» і громадський центр «Д. Полянов»

Карнобат (болг. Карнобат) — місто в Болгарії, центр однойменної громади Бургаської області. Станом на грудень 2004 року місто займає 47-ме місце в Болгарії і третє в Бургаській області, після Бургаса та Айтоса.

## Географія
Карнобат знаходиться в 55 км від Бургаса. Місто розташоване на такій же відстані від Сливена, Ямбола та Бургаса. Через місто проходить головна дорога Софія-Бургас. Карнобат — один з найзавантаженіших залізничних вокзалів Болгарії: тут зупиняється понад 30 поїздів щоденно, половина з яких приїжджає з Бургаса, інші з Варни та Софії. Залізничний вузол з'єднує південь з Північною Болгарією.

### Фізико-географічна характеристика

#### Рельєф
Площа муніципалітету Карнобат — 806 кв. м. Рельєф здебільшого є плоским, прорізаним долинами Мочуриці та Русокастренської річки. На півночі розташовані два ланцюги відносно низьких (500—600 м) і плоских пагорбів, які є останніми відрогами Карнобатсько-Айтоських гір. На півдні місцевість переходить у рівнину з ізольованими пагорбами і ландшафтними складками і зливається з долиною Карнобат. На південь від міста Карнобат розташовані Хисарські висоти (500 м). Середня висота муніципалітету — 174 м. Проходячи по хребту Карнобатського Хисара, кордон муніципалітету перетинає головний вододіл Балканського півострова.
У долині річки Мочуриці спостерігається акумулятивний тип рельєфу.

#### Ґрунти
На території муніципалітету Карнобат знаходяться декілька типів ґрунтів: лужно-коричневі, лужно-чорні та, алювіальні.

#### Корисні мінерали
Карнобатська община бідна мінеральними ресурсами. На її території відкрит кар'єр будівельних матеріалів:
- пісок — на північ від греблі «Церковський», майже до узбережжя і в 2 — 3 км від села Венец.
- торф — болотна ділянка близько 6 кв. км, в 1 км на південний захід від села Венец;
- глини — навколо міста Карнобат є ще два родовища.[5]

#### Клімат
Муніципалітет Карнобат розташований у перехідно-континентальній кліматичній області. Клімат формується під впливом океанічних повітряних мас із заходу і північного заходу і під впливом з континентального північного сходу. Чорне море також впливає на клімат міста. Середньорічна температура повітря 11,4 градуса. Територія м. Карнобат визначається як район з м'яким кліматом. Середньорічна кількість опадів становить 549 мм, а максимальна кількість влітку. Проте серпень є жарким і сухим, з осені спостерігаються посухи. Зима зрівнянно тепла, хоч у північних районах вона довша. Сніговий покрив нестійкий. У регіоні переважають північно-північно-східні вітри, відсутність великих гірських бар'єрів і лісів спричиняють високі швидкості вітру.
Клімат сприятливий для розвитку сільського господарства, тут вирощують два види сільськогосподарських культур — теплолюбиві і середньо теплолюбиві.

#### Водні ресурси
Територія муніципалітету оводюється двома слаботекучими річками — річкою Мушуриця, довжиною 85,9 км, яка впадає в річку Тунджа і Русокастренською річкою, довжиною 65,4 км, що впадає в озеро Мандрендкотське. Влітку тривалі посухи та високі температури, які випаровують воду, призводять до різкого скорочення кількості води в двох річках. На їх численних притоках побудували дамби і мікро-греблі (близько 80), чиї води використовуються для риболовлі та зрошення. Кількість підземних вод, знайдених на території муніципалітету, є недостатньою для її потреб, а дефіцит компенсується водами греблі.

## Історія
Історичні джерела свідчать, що з 15 століття місто завжди було адміністративним центром, діловим і торговим центром з традиційним щорічним ярмарком.
Місто у документах згадуються під різними назвами — Кариноваса, Каринабад, Карново та інші.
Найранішні відомості про Карнобат під назвою «Місто Кариновас» містяться у реєстрі доганджитів-сокольників 1477 року (ТБКМ-Софія, ОО-D 649, «Джерела болгарської історії», т. 10 1964 р., стор.159 — 214 з населеними пунктами Бургаської області, серед яких і місто Карнобат). Як «Карин-абад» і «Карнобат» (у документі використовуються дві форми назви) є інформація про місто і далі в «Карнобатські вакфії» Раккаса Сінана 1487 року, складеної за часів султана Баязіда II (1481—1512) — Літ: «Огляд болгарської церкви», 4 рік, книга 4, Софія, 1898. 43-48 (з усім текстом вакфії).
Згідно з коротким реєстром Османської імперії 1530 року, Карнобат, що згадується в документі «Місто Карин овасі», є центром згаданої назви — «Карін овасі» (Стамбул — BOA, TD 370, с.460 — 464).
Під час національного відродження Карнобат став об'єднуючим центром культурного та освітнього розвитку регіону. Місто внесло значний внесок у церковну боротьбу в епоху Відродження — в середині 60-х років 19 сторіччя. ГромадянИ Карнобату вигналИ анхіалського єпископа, тим самим остаточно усунули грецький вплив. Під час Російсько-турецької війни в 1877–1878 рр. регіон став жертвою башибозуків і черкесів. Визволення Карнобату 24 січня 1878 року відкриває шлях до великих соціально-економічних перетворень.
Карнобатський край, розташований має давню і багату історію та культуру. Життя існувало з епохи неоліту. Поселення і кургани виявляють сліди життя енеоліту, бронзового і залізного віку, багатого селищного життя античності та середньовіччя. Після створення Болгарської держави в 681 році, завдяки своїй винятковій ролі, земля сьогоднішнього Карнобатського регіону стала ареною військових дій і багатовікових інтересів Болгарії і Візантії.
З часів Першої Болгарської держави найзначнішим місцем була фортеця Маркелі, у 7 км на захід від Карнобату, важливий центр міського єпископа і військовий штаб. Серед залишків біля фортеці палеоорнітолог проф. Злотозар Боєв виявив кісткові залишки вимерлого вже в Болгарії дикого фазана (Phasianus colchicus) і дрохфи (Otis tarda). Під час османського правління Карнобат був адміністративним центром (нахією), а пізніше — санджаком Сілістри. Сільське господарство, культура, архітектура міста та сіл у період XIV—XIX ст. описуються в османсько-турецьких податкових списках і подорожах іноземних мандрівників. До того часу місто згадувалося під різними іменами.
Безсумнівним фактом про процес Відродження в регіоні є діяльність папи Стойко Владиславова — майбутнього єпископа Софронія Врачанського в Карнобатській волості в 1791—1792 роках. У епоху Відродження місто є значним торгово-ремісничим центром, відомим містом із великим Карнобатським ярмарком.
Після Кримської війни біля Карнобату оселилися кримські татари.
Місто є об'єднуючим центром культурно-просвітницьких процесів у боротьби за незалежну болгарську церкву в регіоні в 19 ст. Громадський центр «Карнобат» на вул. Св. Кирила і Мефодія стає одним з перших у сьогоднішній південно-східній Болгарії.
Після Визволення (1878) відбуваються значні соціально-економічні перетворення, а Карнобат міцніє як адміністративний, економічний і культурно-освітній центр.
У Карнобаті та Карнобатському регіоні народився ряд визначних культурних та наукових діячів. Серед них імена: Нікіфора Н. Попова — автора першого підручника з болгарської літератури, письменників Димитра Полянова, Івана Карановського, Мінко Неволіна, Ненчо Савова, Марії Шопової, Георгія Равнинова, художника Бенчо Обрешкова (єдиний болгарський художника лауреата «Гран-прі» в 1937 році), Жечко Попова, професора Дончо Вилчева, Атанаса Жекова, Олексія Деньова, Івана Христова, Жельо Авджиєва, професора Велко Тонева, професора Петко Бахчеванова.

## Населення
За даними перепису населення 2011 року у місті проживала 18 621 особа.
Національний склад населення міста:
| Національність   | Кількість осіб | Відсоток |
| ---------------- | -------------- | -------- |
| болгари          | 14635          | 88,2 %   |
| турки            | 1064           | 6,4 %    |
| цигани           | 638            | 3,8 %    |
| інша             | 165            | 1,0 %    |
| не визначились   | 87             | 0,5 %    |
| Всього відповіли | 16589          |          |

Розподіл населення за віком у 2011 році:
Динаміка населення:

## Економіка

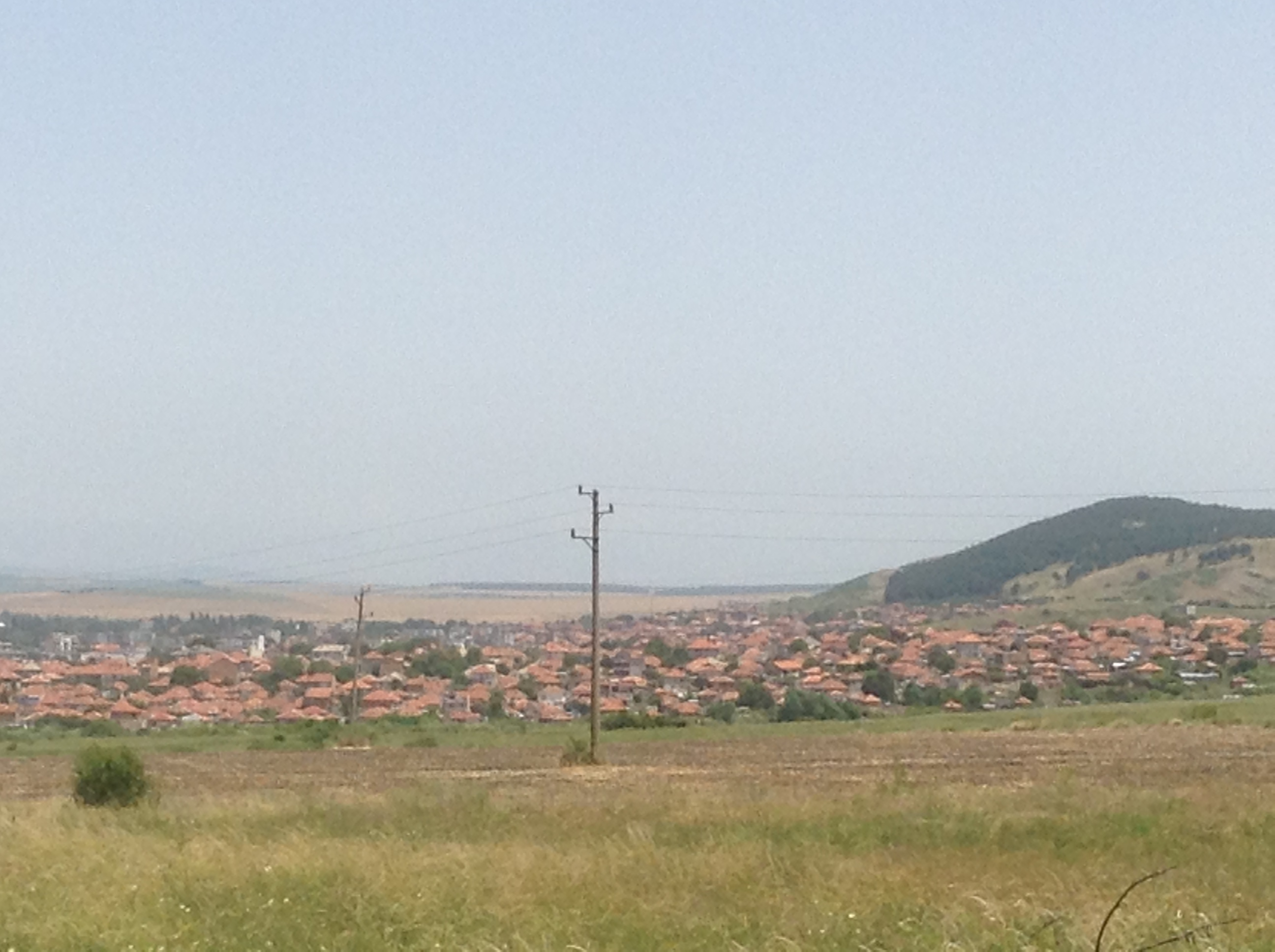
Карнобат з південного заходу

Економічний розвиток муніципалітету Карнобат пов'язаний переважно з сільським господарством. Тенденції зростання спостерігаються у вирощуванні виноградної лози, а також у пов'язаних з цим виноробстві та виготовленні інші алкогольних напоїв. Тваринництво також добре розвинуте, особливо вівчарство, свинарство, вирощування корів, коз, птахів, кроликів, розведення бджіл.
Промисловість в основному стосується продовольства, виготовлення напоїв, машинобудування та шиття.
Община Карнобат має дуже хороші умови для розвитку харчової промисловості, враховуючи, що регіон є переважно сільськогосподарським. Традиційними є виробництво спиртних напоїв, овочевих та фруктових консервів, борошняних та хлібобулочних виробів, молочних продуктів, м'ясних продуктів і риби. За останні 15 років транспортні послуги були розвитуті декількома компаніями вантажними автомобілями вантажопідйомністю понад 20 тонн.
В економічній базі муніципалітету є запаси невикористаних виробничих потужностей, трудових ресурсів, виробничих і складських площ.
Діючі підприємства на території муніципалітету:
- Карина АТ

АТ «Карина» було засноване в 1962 році на базі невеликих цехів з виробництва швейної продукції в Карнобаті. Протягом багатьох років компанія пройшла різні фази державної власності — до 1996 року, коли вона була приватизована на 65 %, а з 1999 року — 100 % приватною.
Компанія спеціалізується на виробництві чоловічих сорочок і жіночих блузок.
Наразі в АТ «Карина» працюють 750 працівників Карнобата і навколишніх населених пунктів.
- Фабрика «Маркела»

Компанія працює з 1996 року і спеціалізується на виробництві чоловічих сорочок і жіночих блузок. Має обладнання визнаних німецьких і японських виробників.
- «Індустрійс»

Компанія виробляє більше 40 видів алкогольних напоїв. В основі всього виробництва лежить чистий зерновий спирт, що виробляється на заводі «ВІНС».
- Завод «ВІНС» є єдиним з виробництва зернового спирту і дистилятів на території Балканського півострова. Технологічне обладнання — італійське та бельгійське. Для захисту навколишнього середовища була побудована спеціальна очисна станція.
- «Вінпром Карнобат» розпочав виробляти власну винну продукцію, потужність — до 1000 тонн винограду на рік.
- «КАМТ» АТ.

Основною діяльністю компанії «Карнобатські агромашини та техніка» є виробництво ґрунтообробних машин та моторних мостів. Близько 15-20 % продукції експортується. Існує велика потреба в інвестиціях у технологічне оновлення та поліпшення якості.
- «Металопак» АТ.

Виготовляє металеву упаковку, і оцинковану побутову тару. Воно має сучасну технологічну лінію компанії «Sargiani» — Італія. Є можливість виробляти великі обсяги. Продукція продається на внутрішньому ринку та на експорт.
- Завод металоконструкцій «Монтажі» АТ — Софія.

Підприємство виробляє всі види металоконструкцій середньої ваги, зварювального типу, для всіх галузей господарства. Воно має власні лабораторії для хімічного аналізу та механічних випробувань металу. Завод сертифікований відповідно до DIN 18800-7 для роботи за європейськими стандартами.
- ТОВ «Сумітомо Електрик Борднеце — Болгарія»

Постачальник комплектуючих для міжнародної автомобільної промисловості. Кабельні комплекти для різних автомобільних платформ. Деякі з найбільших клієнтів — Volkswagen, Audi і Skoda.

## Сільське господарство
Оброблювана територія муніципалітету Карнобат становить 533 000 гектарів. Більша частка землі — 93 % — знаходиться у приватній власності. Клімат сприятливий для зростання зернових та кормових культур. Значну частку займають технічні культури. Культивування практикується практично повністю приватними фермами.

### Винний кооператив «Карнобат»
У 2016 році місцеві виноградарі, виробники вина, енологи, фермери та агрономи — представники великих економічних організацій з регіону — відроджують ідею Карнобатського винного кооперативу, створеного в минулому столітті. Всі приватні комерційні організації об'єднуються в кооператив для захисту своїх інтересів. Кооператив виноградників Карнобату надає дрібним сільськогосподарським організаціям сільськогосподарську техніку та консультує їх, як вирощувати та оптимізувати врожай, використовуючи найкращі природні ресурси регіону. Кооператив допомагає їм проводити збиральні роботи обладнанням та людськими ресурсами для ручного збирання.
Ще однією метою виноробного кооперативу «Карнобат» є розвиток винного туризму на території муніципалітету, використовуючи багату історичну, архітектурну та археологічну спадщину регіону.
Внаслідок цього очікується, що з часом з'являться багато нових робочих місць для енологів і спеціалістів у сільському господарстві, що допоможе молоді повернутися на батьківщину.

## Державні установи
- Окружна адміністрація поліції
- Районний суд

## Культурні та природні пам'ятки

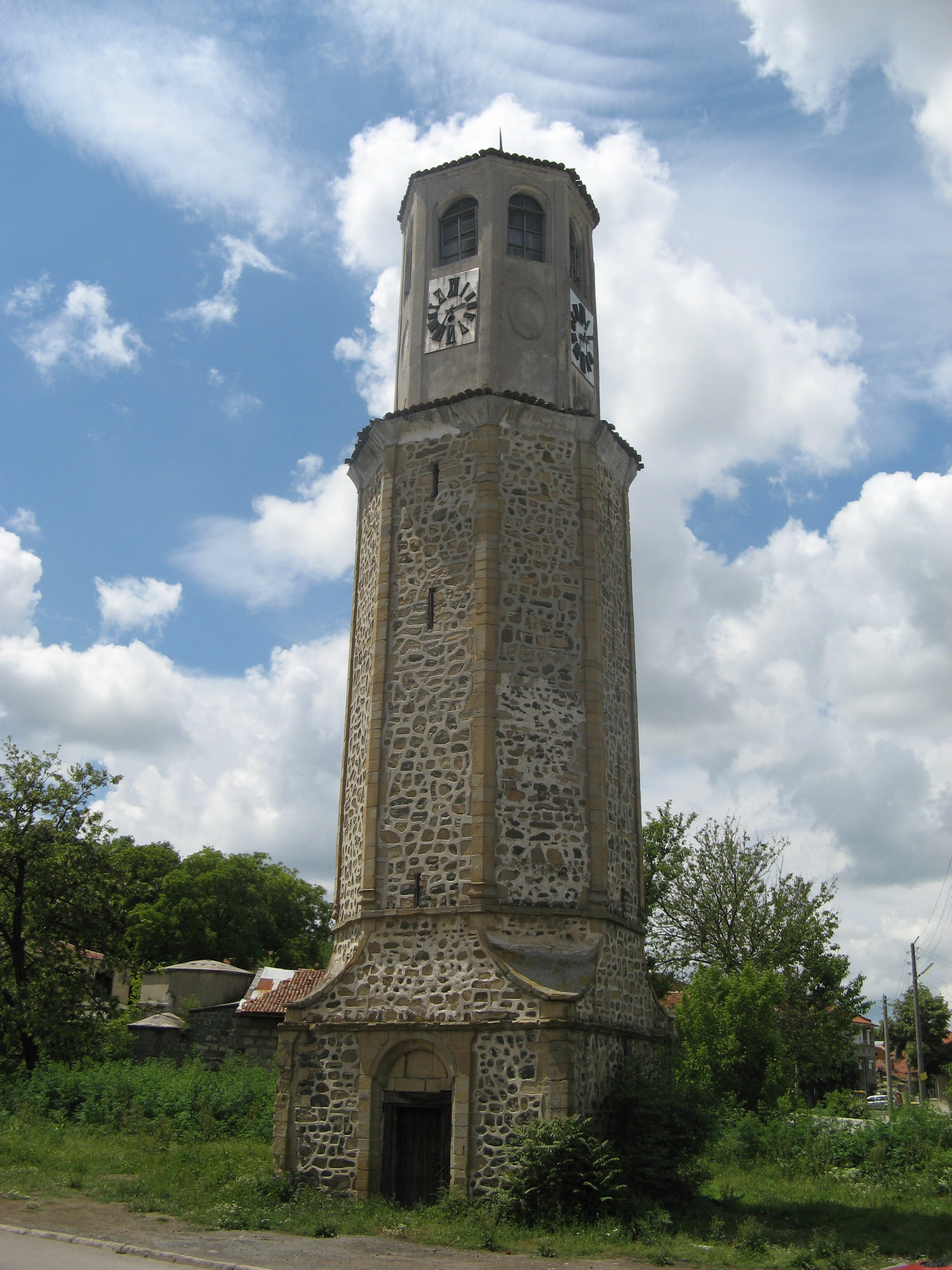
Годинникова вежа

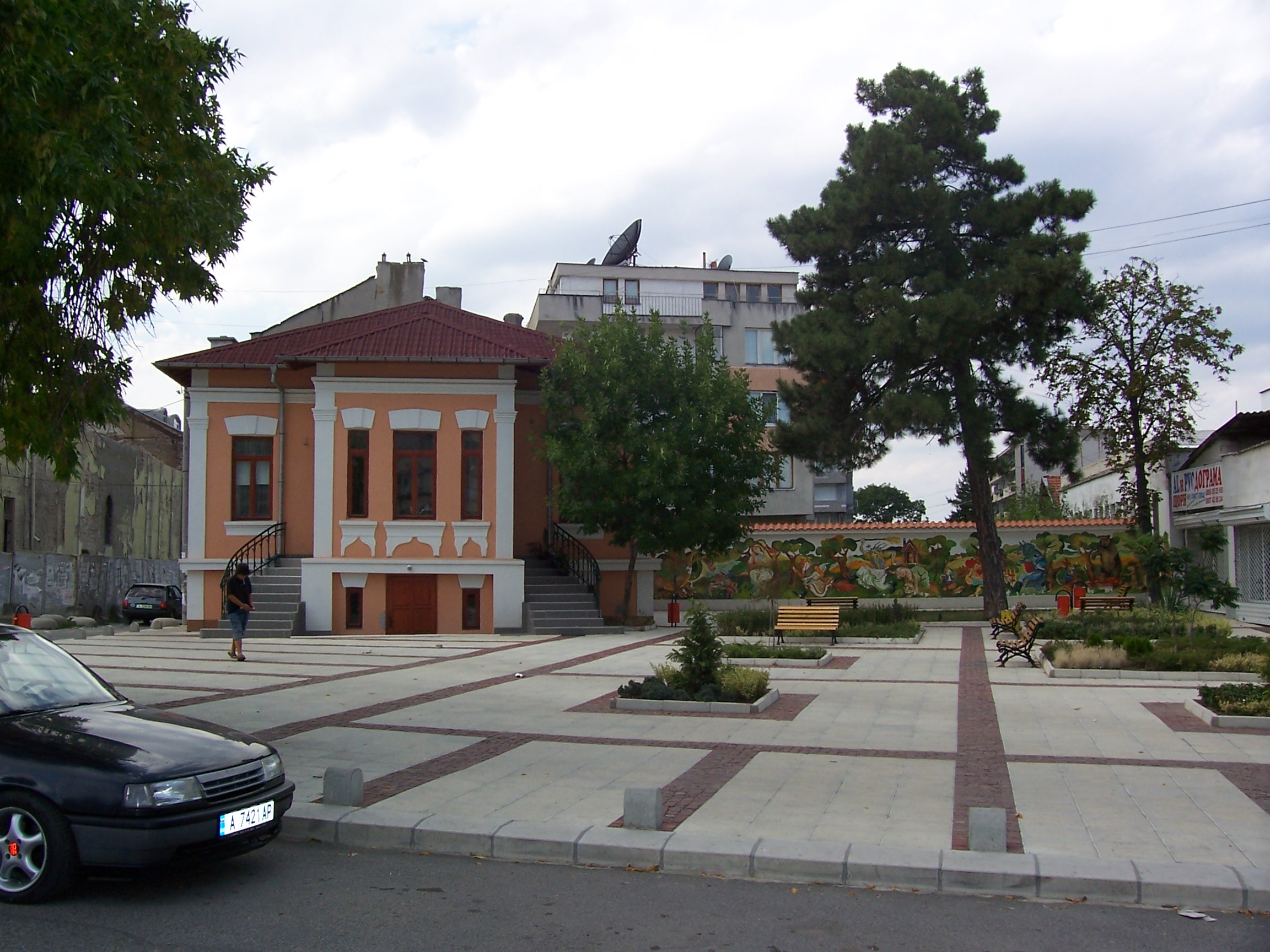
Дитяча бібліотека

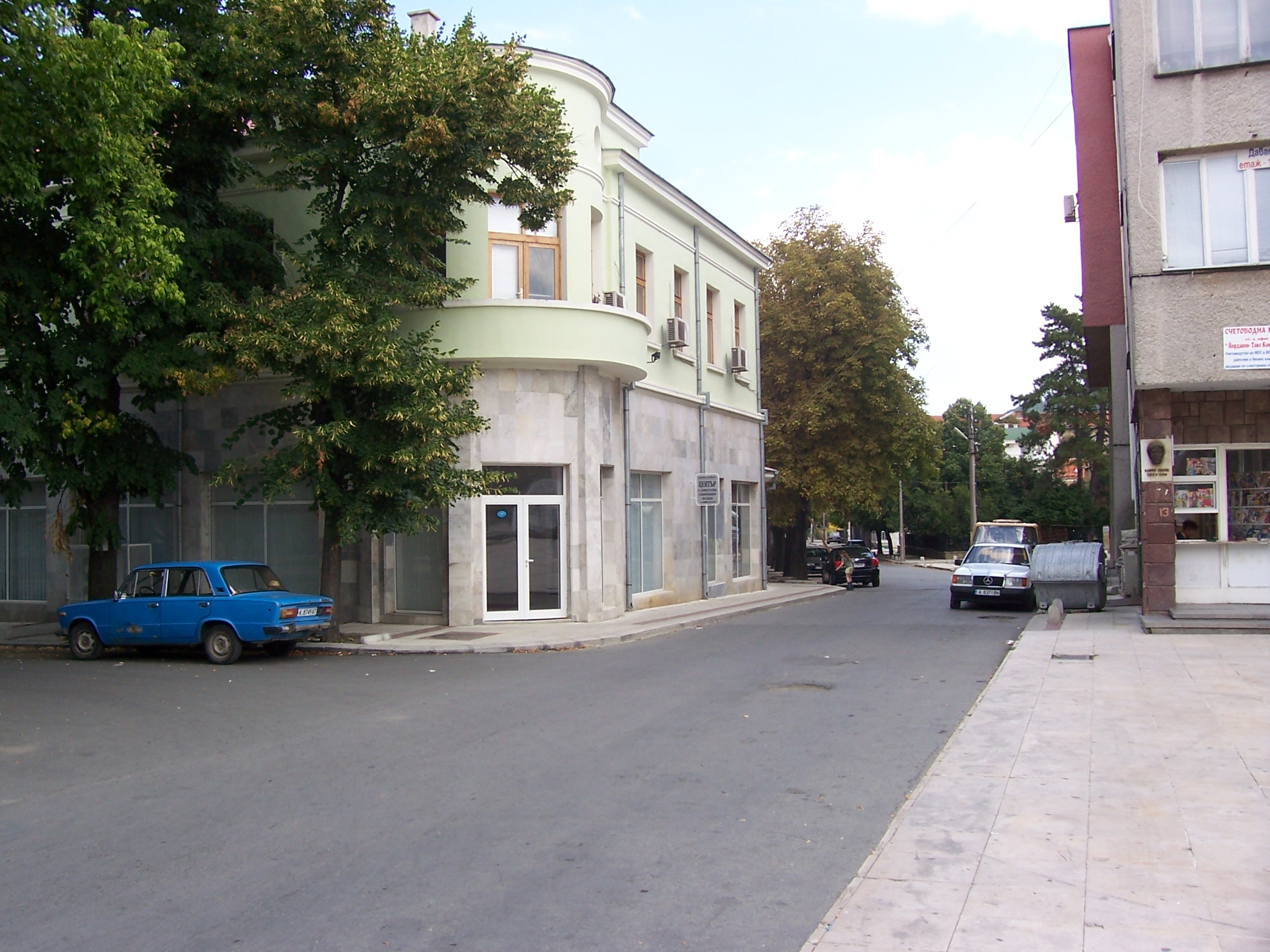
Центр обслуговування громадян

У Карнобатському регіоні виноробство має багатовікову традицію. Свідченням цього є розкопки численних фракійських курганів в районі Карнобата, де були виявлена кераміка з зображеннями бога Діоніса. Відомості про виробництво вина на цих землях можна знайти в історичних хроніках V—IV століть до нашої ери.
Пізніше, під час Першого Болгарського царства, величезна середньовічна фортеця Маркелі, крім своєї захисної функції, виконувала роль виносховища.
Доглянуті виноградники та вишукане вино в районі Карнобата також згадуються в нотатках десятків іноземних мандрівників — німців, французів, англійців, поляків, угорців, які відвідали ці землі в XV—XIX ст.

### Середньовічна фортеця Маркелі
Середньовічне місто Маркелі, відоме за джерелами між 8 і 11 століттями, було розташоване в 7,6 км на захід від Карнобату. У другій половині 8 — початку 9 століття вона займала ключове місце у болгаро-візантійських політичних і військових відносинах. 20 липня 792 р. тут болгарський хан Кардам виграв і війну проти візантійського імператора Костянтина VI. До другої половини восьмого століття Маркелі був значним єпископським центром. Після успішних воєн хана Крума візантійське місто Маркелі перетворилося на найбільший старий болгарський табір на південь від Східних Балкан. Були побудовані вражаючі вали і рви, які сьогодні є найзбереженішими і найвражаючими на Балканському півострові.

### Церква «Іоанна Богослов»
Церква св. Іоанна Богослова була зведена на місці спаленої турками іншої церкви після 1878 року Геновчо Каневим з Тревни. Вражає своїми оригінальними архітектурними елементами та різьбленим іконостасом — одним з шедеврів Дебарської школи.

### Інші
- годинникова башта
- будинок-музей Димитра Полянова — ренесансна будівля, побудована у 70-х роках 19 століття http://www.snimka.bg/album.php?album_id=51106&photo=3 [Архівовано 25 квітня 2008 у Wayback Machine.] http://www2.burglib.org /modules/news/article.php?storyid=79 [Архівовано 2 березня 2019 у Wayback Machine.]
- будинок-музей Мінко Неволіна — побудований в 60-х роках 19 століття http://www.snimka.bg/album.php?album_id=51106&photo=4 [Архівовано 27 вересня 2007 у Wayback Machine.]
- Сінбанбейов хамам — турецька лазня в старій частині міста є однією з повністю збережених будівель південної Болгарії — вона була побудована в третьому кварталі XV століття http://www.snimka.bg/album.php? [Архівовано 27 вересня 2007 у Wayback Machine.]
- «Чорна мечеть», побудована в 1821 р. Http://www.snimka.bg/album.php?album_id=51106&photo=6 [Архівовано 27 вересня 2007 у Wayback Machine.]
- Єврейський некрополь
- Зоопарк

## Релігії
Православ'я, іслам і протестантство.

## Знаменитості
- Атанас Жеков (1926—2006), художник
- Мінко Неволін (1881—1972), революціонер і письменник
- Димитар Полянов (1876—1953), поет і перекладач
- Славі Мерджанов (1876—1901), революціонер від ВМОРО
- Бенчо Обрешков (1899—1970), художник
- Іван Карановський (1882—1960), поет
- Ненчо Савов (1896—1991), дитячий поет
- Попков (1933—1996), художник
- Михайло Вітанов (1944—1998), актор
- Нікола Кенов (1902—1968), диригент і композитор
- Микола Ніколов (1986 р.), Болгарський волейболіст

## ЗМІ

### Радіо
У Карнобат приймають такі радіостанції: Шумен (87,6), Горизонт (87,8), Горизонт (88,0), Варна (88,5), Болгарія в ефірі (89,0), Христо Ботев (89,5), Power FM (91,1), Folk радіо (91,6), Горизонт (92,8), Голос (93,3), Шумен (94,0), FM + (94,2), Radio 1 (94,7), Горизонт (95,0), Христо Ботев (95,3), Болгарія в ефірі (96,2), Стара — Загора (97.2), радіо 1 рок (98.0), Ботев (98.7) Енергія (99.9), Ботев (100.3), N-JOY (100.5), Дарик радіо (101.2), радіо Фокус (101.7), Горизонт (102,0 , Горизонт (102.5), Христо Ботев (103.2), Горизонт (103.7), Дарік радіо (104.5), Z-рок (105.1), Радіо Fresh (105.7), Радіо 1 Rock (105.9).

### Телебачення
У Карнобаті транслюються наступні телевізійні програми та канали:
- 6 II БНТ 1
- 21 II БНТ 1
- 28 II BTV
- 37 II BTV
- 50 II Нове телебачення
- 52 II Карнобатське телебачення
- 55 II TV 7

### Газети
- Газета «Карнабатський голос»